# Eurona Telecom
Eurona  es una empresa de telecomunicaciones, multiconexiones y servicios de Internet que cotiza en el Mercado Alternativo Bursátil (MaB) español. En 2015 resultó adjudicataria tras concurso público del contrato para prestar y explotar el servicio de Internet vía wifi de la red de aeropuertos que gestiona Aena, el gestor aeroportuario español. El servicio, que tendrá una duración de dos años con posibilidad de prórroga, se ofrecerá en un total de 46 aeropuertos y 2 helipuertos, dando servicio a 200 millones de pasajeros anuales. El acuerdo sitúa a Eurona Telecom como uno de los operadores de telecomunicaciones de servicios WiFi más importantes del mundo.

## Historia
Eurona fue fundada en 2001 por Jaume Sanpera Izoard como empresa de ingeniería de redes de telecomunicaciones. En el año 2006 comenzó su actividad hacia la explotación de dichas redes como operadora, ofreciendo servicios de acceso a Internet y telefonía en España y con la adquisición de empresas como Europa Networks, en Murcia, o CostaBlanca, en Alicante.
En 2010 Eurona sale a Bolsa, cotizando en el MaB (Mercado Alternativo Bursátil), lo que ha permitido afrontar con garantías nuevos planes de expansión.
En 2011 Eurona se alía con la británica Brisknet para abrir Briscona –una filial en el Reino Unido– y para entrar en Panamá y en el mercado latinoamericano, Eurona se ha aliado con unos socios locales e instala y explota el acceso a Internet en entornos rurales a través de la tecnología Wimax, la misma labor que desempeña en España y en Reino Unido.
Eurona ocupaba ya una posición de referencia en el sector gracias a su presencia en 28 aeropuertos españoles, a través de Kubi Wireless, la operadora que la compañía adquirió en 2013 y que se encarga de gestionar multiconexiones en grandes recintos.ç
En 2016, adquiere las sociedades Quantis Global, Hablaya, Sultan Telecom y Stoneworks. Quantis, era el segundo operador satélite de España y primero de Marruecos. Sultan Telecom, operador centrado en el negocio VoIP, proveedor de servicios a PTTs, operadores móviles, revendedores y mayoristas ofreciendo terminación a una gran variedad de destinos internacionales. 
El acuerdo con Aena como socio digital es una apuesta por el desarrollo de servicios digitales al pasajero, que además de la conectividad wifi incluye otros servicios como las contrataciones premium y roaming o como los prestados a través de su App para teléfonos inteligentes, que incluyen información sobre vuelos y puertas de embarque, reservas en los aparcamientos del aeropuerto o información aeroportuaria.
Uno de los ejes de crecimiento de la compañía es el área de hotspot para el sector hotelero, con cerca de 40.000 habitaciones conectadas, así como el sector minorista en centros comerciales y grandes superficies de distribución.
Desde 2010 a 2016 se realizan en Eurona 6 ampliaciones de capital desde 1M a 15M. En 2017 se pone en marcha una ampliación de capital por valor de 46M de euros que finalmente es suscrito por Magnetar. En octubre de 2017 Jaume Sanpera, el fundador de la compañía, deja el cargo de  consejero delegado y máximo directivo de la misma. En ese momento la compañía cotizaba a 1,97€ la acción tomando las riendas Fernando Ojeda. En enero de 2018 deja el cargo de Presidente nombrando el consejo de administración a Belarmino Garcia.

## Empresa
El Consejero Delegado de Eurona: 
- Fernando Ojeda

Bajo este se crean cuatro unidades de negocio, dirigidas por directores generales, y cuatro direcciones funcionales. Las primeras son: 
- UN Satélite
- UN 4G
- UN Hotspot
- UN Voz

## Ingresos
Con este contrato y el modelo de explotación que ya está incorporado en el Plan estratégico, el grupo avanza en el cumplimiento de su Plan Estratégico Horizonte 2018, en el que la unidad de negocio Hotspot alcanzará los 45 millones de euros de ingresos en los próximos tres años. De hecho, el operador prevé que las ventas de esta área crezcan un 50% en 2015 respecto al año anterior, hasta los 10,5 millones. 

## Accionariado
Eurona fue fundada por 39 pequeños accionistas, ninguno de los cuales controla más del 10% del capital. Dos de ellos son Jaume Sanpera y Oriol Tintoré, responsables de la empresa en sus primeros compases, pero la identidad del resto de socios no ha trascendido.
Cuenta con 29.327.445 de acciones en circulación y una capitalización de 74.160.200€ con la acción a 2,50€ (11/09/2015). Desde su salida al MaB (15/12/2010) a 1,10€ se ha revalorizado un 130%.  